# Sporkenheim
Sporkenheim ist der bevölkerungsmäßig kleinste Stadtteil von Ingelheim am Rhein. Der Weiler, der im Mittelalter hauptsächlich aus einem Kloster bestand, war schon seit 1423 ein Teil der Gemarkung von Nieder-Ingelheim.

## Geografie
Sporkenheim liegt direkt an der A 60 nördlich von Gau-Algesheim auf einer Niederterrasse auf einer Höhe von 82 bis 85 Metern über NN, unweit des Rheinufers. Die nördliche Grenze dabei bildet die A 60, die südliche Grenze bildet die L419. Innerstädtisch grenzt es an Ingelheim-West und Frei-Weinheim.
An den Stadtteil grenzt im Westen Bingen am Rhein. Im Süden liegt Gau-Algesheim. Auf der rechten Rheinseite im Norden des Stadtteils grenzt er an Oestrich-Winkel und Geisenheim.

### Geologie
Geologisch ist die Gemarkung des Stadtteils durch die Flugsandzone der Rheinebene geprägt. Wiesen und Weiden bestimmen das Bild der Landschaft um den Weiler. Südlich wird das Bild von Obst- und Ackerfelder geprägt.

## Geschichte
Der Sporkenheimer Hof wurde bereits unter dem Namen Spurchenheim im 12. Jahrhundert erwähnt. Im Jahre 1128 erwarb der Mainzer Erzbischof Adalbert aus einem Nachlass von Markgraf Rudolf von Stade den Hof, der ihn wiederum den Chorbrüdern des heiligen Martin zu Mainz zur Verbesserung ihrer Präbende veräußerte. Ab 1423 war der Sporkenheimer Hof Bestandteil der Nieder-Ingelheimer Gemarkung, dieser Zustand blieb bis zur Stadtwerdung bestehen. 1375 war der Hof als Reichspfand an die Kurpfalz gelangt. Im Spätmittelalter bestanden sechs Höfe im Weiler. Fünf Höfe gehörten adeligen Familien, einer von ihnen gehörte dem Ober-Ingelheimer Zisterzienserinnenkloster Engelthal.
Bis 1601 lagen die Zehntrechte beim Mainzer St. Stephansstift. Die Höfe wurden im 18. Jahrhundert vom Freiherr Franz Adolf Dietrich von Ingelheim erworben, der den Sporkenheimer Hof mit seinem Gaulsheimer Besitz zusammenschloss. 1807 erwarben die bisherigen Erbbeständer die Höfe und gliederten sie in ihr Privateigentum ein. 1939 wurde der Weiler Sporkenheim zusammen mit Frei-Weinheim, Ober-Ingelheim und Nieder-Ingelheim zur Stadt Ingelheim am Rhein vereinigt.

## Kultur und Sehenswürdigkeiten

### Bauwerke

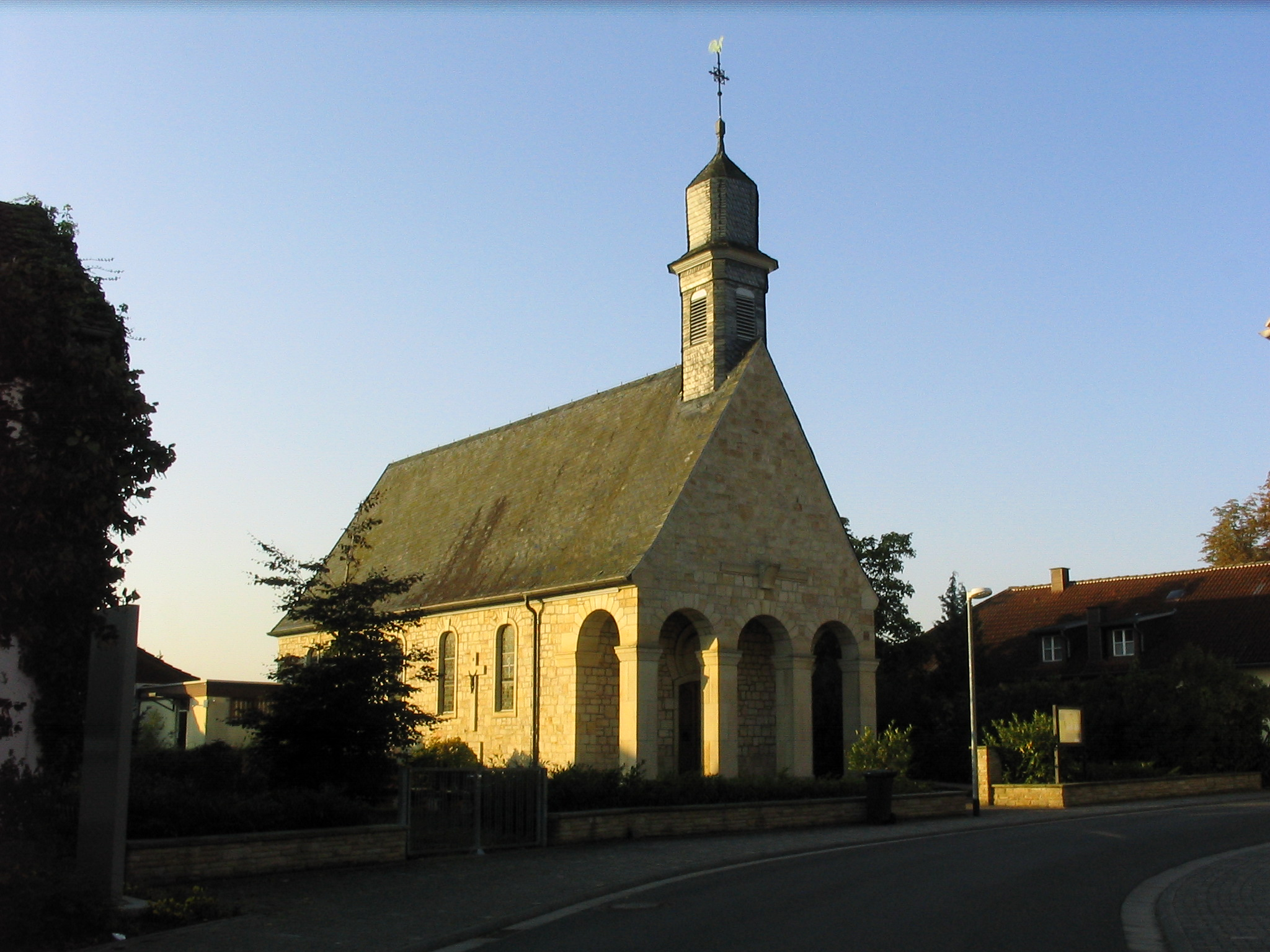
Kirche Herz Mariä

Zu erwähnen ist die Kath. Kirche Herz Mariä, die 1948 nach Plänen von Hugo Becker aus Mainz im neubarocken Stil errichtet wurde. Der dreiseitig geschlossene Saalbau verfügt über einen über den Giebel Firstreiter auf den geschieferten Satteldach. Auch die Überreste einer romanischen Kapelle sind erwähnenswert, die vermutlich im 12. Jahrhundert entstand. Sie gehörte dem Kloster Engelthal in Ober-Ingelheim. Heute noch erhalten sind Teile des Langhauses, das mit Lisenen und Rundbogenfries an der Giebelwand geschmückt ist.

### Regelmäßige Veranstaltungen
Das Sporkenheimer Sommer Open Air findet alljährlich am 1. Wochenende im August statt.
Am 4. Sonntag im Oktober gibt es die beliebten Leberknödel "to go".

## Wirtschaft und Infrastruktur
Der Stadtteil ist durch Obstbau und Spargelanbau geprägt, Einzelhandel sowie Industrie ist im Ort nicht vorhanden. Gastronomisch ist hier das Landhotel zu erwähnen.

### Verkehr
Durch den Ort führt die Kreisstraße 20. Aus Frei-Weinheim kommend mündet sie in die Landstraße 419 westlich nach Bingen und Ingelheim-West. Zudem hat man über die L419 und B41 Anschluss an die Anschlussstelle Ingelheim-West der A 60, die in unmittelbarer Nähe liegt.